# Virve Roolaid
Virve Roolaid (ur. 2 listopada 1933) – lekkoatletka specjalizująca się w rzucie oszczepem, która reprezentowała Związek Radziecki.
W 1954 roku podczas rozgrywanych w Bernie mistrzostw Europy zdobyła srebrny medal i tytuł wicemistrzyni Starego Kontynentu.